# Жана-Кала
Жана́-Кала́ (каз. Жаңа қала) — село у складі Павлодарського району Павлодарської області Казахстану. Входить до складу Григор'євського сільського округу.
Населення — 648 осіб (2021; 649 у 2009, 629 у 1999, 697 у 1989).
Національний склад станом на 1989 рік:
- казахи — 53 %
- росіяни — 20 %

До 2004 року село називалось Григор'євка.